# Elecciones parlamentarias de Kirguistán de 2000
Las elecciones parlamentarias se llevaron a cabo en Kirguistán el 20 de febrero de 2000, con una segunda vuelta el 12 de marzo. El partido que más escaños tuvo fue la Unión de Fuerzas Democráticas, liderada por el Partido Socialdemócrata de Kirguistán, que consiguió 15 escaños. Sin embargo, la mayoría de los escaños fueron ocupados por candidatos independientes a favor del Presidente Askar Akayev. La participación rondó el 64.4%.

## Resultados
| Partido                                 | Distrito Electoral | Distrito Electoral | Distrito Electoral | Nacional  | Nacional | Nacional | Escaños | +/–   |
| Partido                                 | Votos              | %                  | Escaños            | Votos     | %        | Escaños  | Escaños | +/–   |
| --------------------------------------- | ------------------ | ------------------ | ------------------ | --------- | -------- | -------- | ------- | ----- |
| Partido de los Comunistas de Kirguistán |                    |                    | 5                  | 454,589   | 29.3     | 1        | 6       | +3    |
| Unión de Fuerzas Democráticas           |                    |                    | 4                  | 646.539   | 40.6     | 11       | 15      | Nuevo |
| Partido Socialista Ata-Meken            |                    |                    | 0                  | 188.700   | 6.9      | 1        | 5       | –2    |
| Partido Republicano Democrático         |                    |                    | 0                  | 68,405    | 4.4      | 2        | 2       | –1    |
| Partido Agrario Laborista de Kirguistán |                    |                    | 2                  | 40.364    | 2.6      | 0        | 2       | +1    |
| Manas                                   |                    |                    | 0                  | 39,114    | 2.5      | 0        | 0       | Nuevo |
| Asaba                                   |                    |                    | 0                  | 24,663    | 1.6      | 0        | 0       | –4    |
| Partido Republicano Popular             |                    |                    | 2                  | –         | –        | –        | 2       | Nuevo |
| Independientes                          |                    |                    | 73                 | –         | –        | –        | 73      | +6    |
| Contra todos                            |                    |                    | –                  | 47.977    | 3.1      | –        | –       | –     |
| Total                                   |                    |                    | 90                 | 1.613.855 | 100      | 15       | 105     | 0     |
| Source: Nohlen et al.                   |                    |                    |                    |           |          |          |         |       |